# Beje
Szlovák nyelven Behynce néven hivatkoznak Bőfalura is.

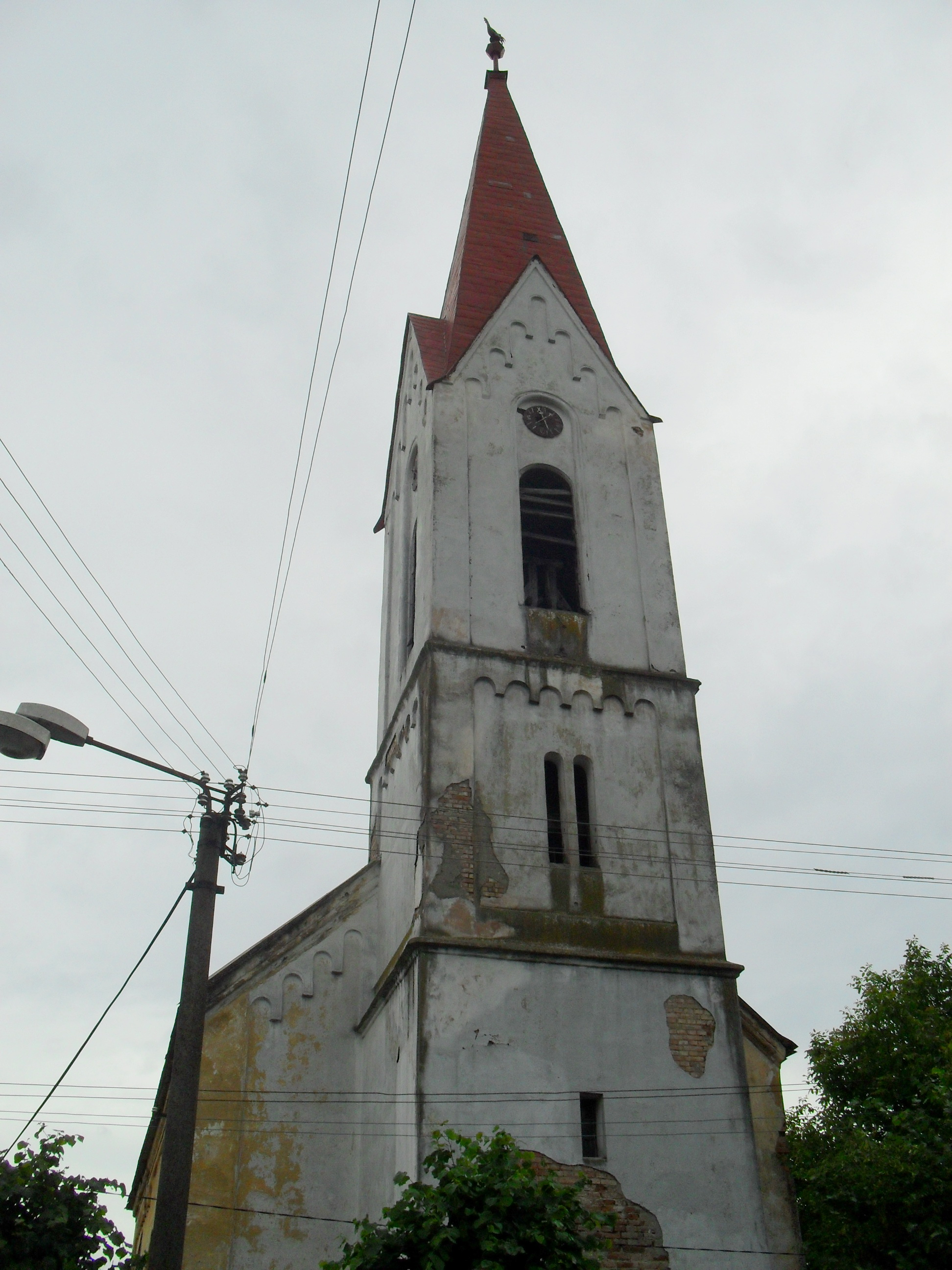
A református templom

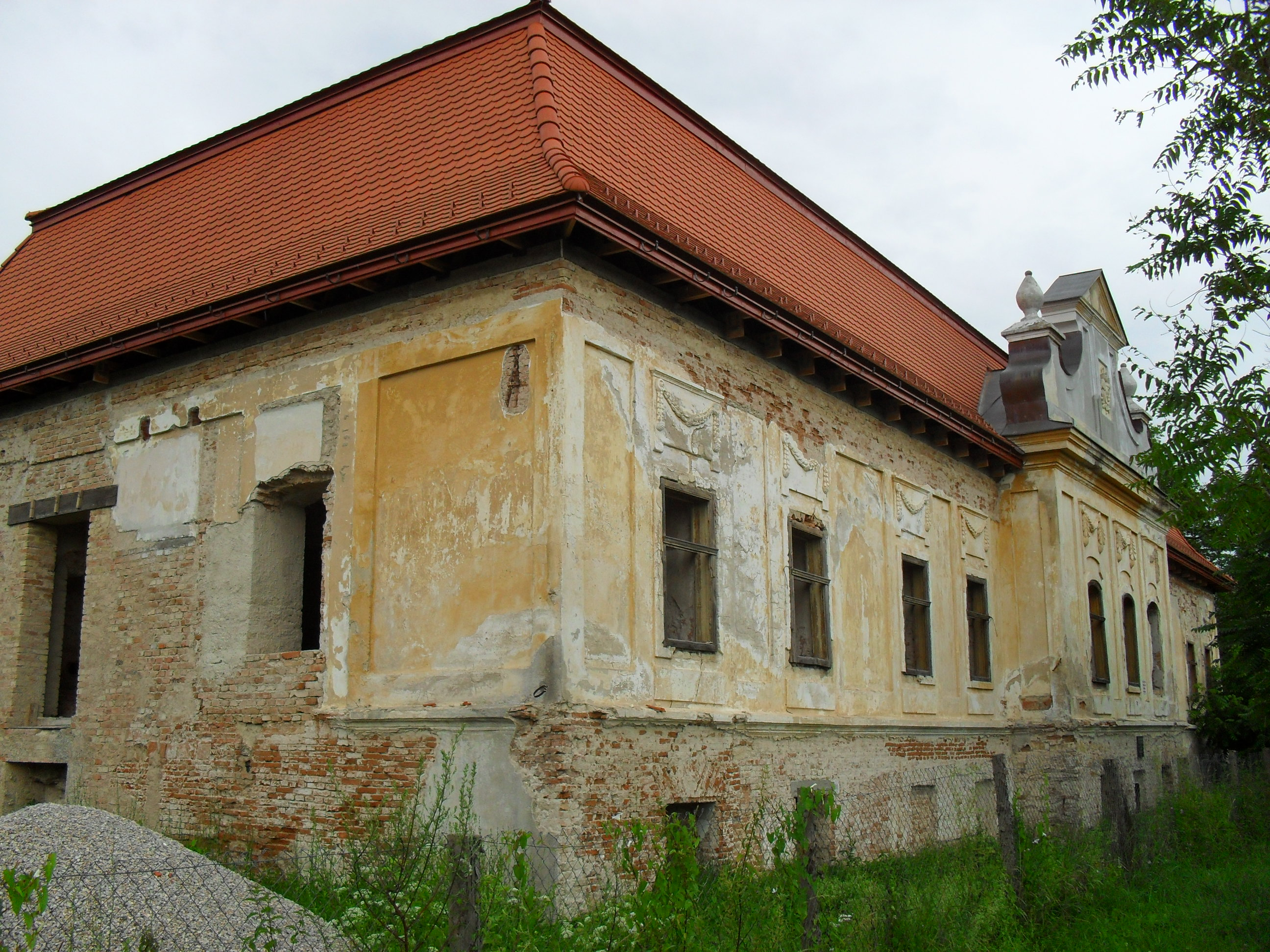
A kastély

Beje (szlovákul Behynce) 1971 óta Tornalja településrésze, korábban önálló község Szlovákiában, a Besztercebányai kerület Nagyrőcei járásában.

## Fekvése
Tornalja központjától 2 km-re nyugatra, a Túróc-patak (Turiec) bal partján. A falun keresztülhalad az 50-es főút Rimaszombat és Tornalja közötti szakasza. Beje egyike a Tornalja várost alkotó négy kataszteri területnek, területe 6,215 km² (a város területének 10,8 %-a).

## Élővilága

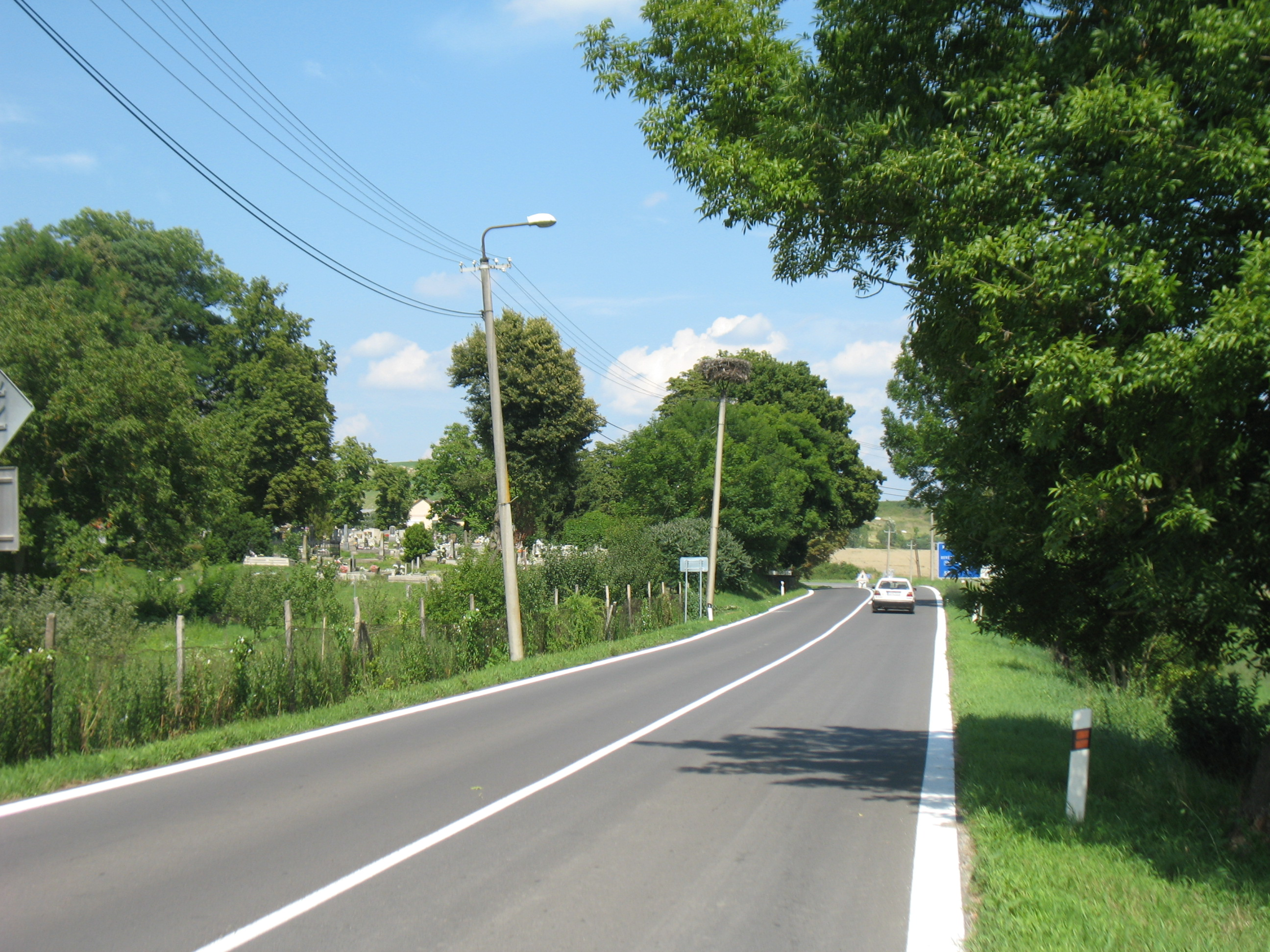
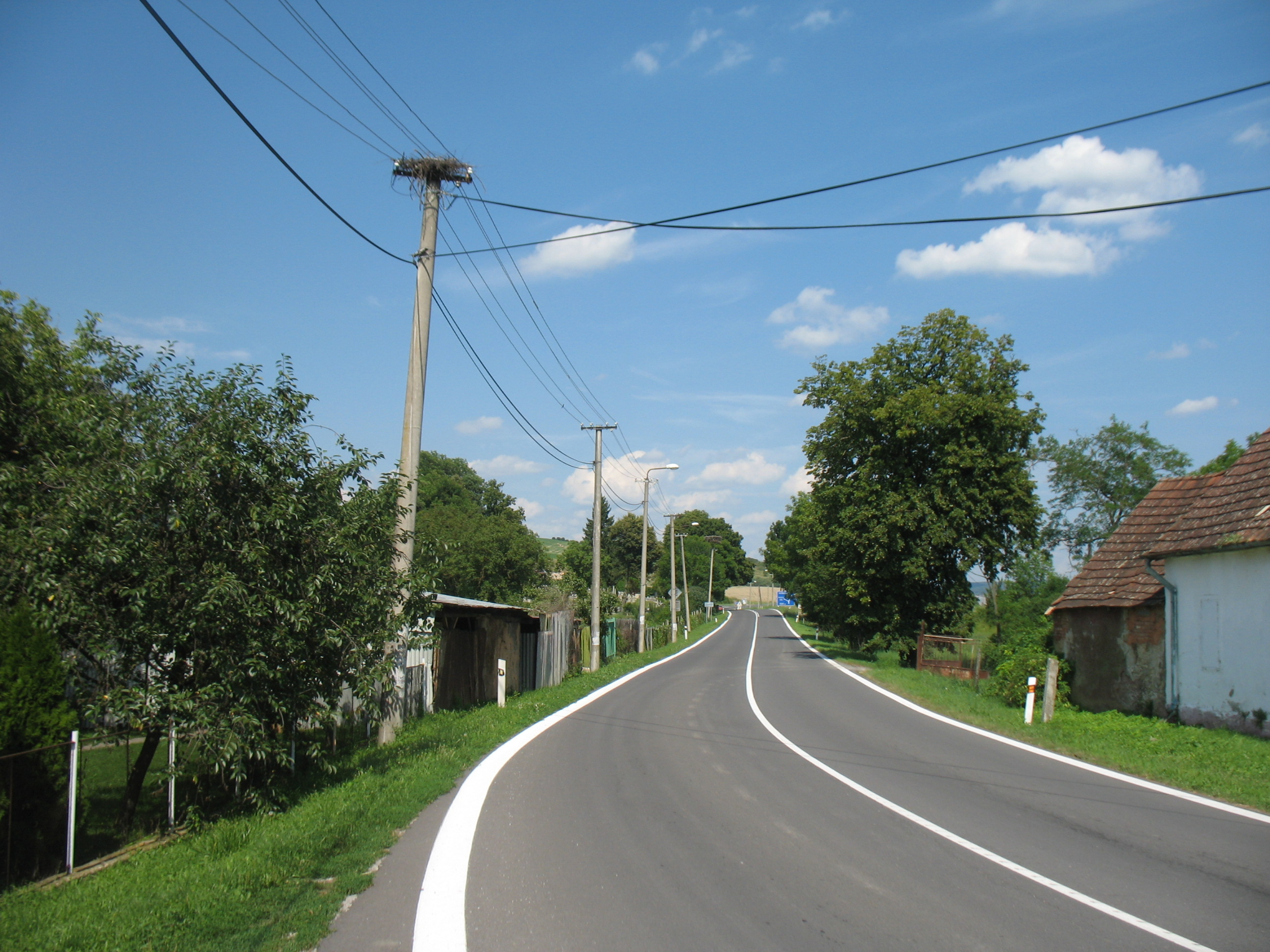
Játszófészek

A faluban egy gólyafészket tartanak nyilván, 2014-ben 3 fiókát számoltak össze.

## Története
A 18. század végén Vályi András így ír róla: „BEJE. Magyar falu Gömör Vármegyében, birtokosai külömbféle Urak, lakosai katolikusok, még többen reformátusok, fekszik Méhinek szomszédságában, mellynek filiája, Sajó vize táján, Turótz patakjához is közel, alkalmatos, és termékeny helyen; gyengék, és kedves ízűek borai, földgye mindenféle gabonát termékenyen hoz, piatzozása két, és négy mértföldnyire, legelője meglehetős, és elegendő, mind a’ kétféle fája gyümöltsös, és konyha kertyei jók, malma helyben, első Osztálybéli."
A 19. század közepén Fényes Elek eképpen írja le: „Beje, magyar falu, Gömör vármegyében, felülről Otrokocs, alulról Oldalfala helységekkel szomszédos, sikságon a Turócz vize mellett fekszik. A helységen keresztülmegy a Tornaljától Rimaszombat felé vivő országut; ékesiti ezen helységet Szentmiklósi Victor ur nagy kastélya, Csemniczki Pál, Dapsi Pál, Szathmári István és özv. Szathmári Józsefné uri lakhelyök. Van a reformatusoknak templomjuk. Számlál ezen helység 523 lelket. Van e helységben 11 urbéri telek, 20 4/8 majorsági, mindössze 167 hold erdő. Sok buzatermő szántófölddel, jó réttel s marhahizlaló legelővel áldotta meg a természet ezen helységet. – Jó fekvésű 104 kapás szőllőhegye meglehetős bort ád a tulajdonos asztalára. A helység mellett folyó Turócz vizén van egy malma, alsó végin a helységnek pedig egy korcsmája. Ut. p. Tornalja."
Borovszky monográfiasorozatának Gömör-Kishont vármegyét tárgyaló része szerint: „Beje, a Turócz vize mellett fekvő magyar kisközség, körjegyzőségi székhely, 92 házzal. Ev. ref. vallású lakosainak száma 508. 1427-ben Beye alakban említik az egykorú okiratok. 1435-ben a Bejey család bírja. A XVI. században földesurai közt a Posztós családdal találkozunk; majd később a Szentmiklóssy, Csemniczky, Dapsy és a Szathmáry családoknak van itt részbirtokuk. E két utóbbi család után három régi kúria maradt a községben, melyek közül az egyik most Botta Sámuelé, a másik Szent-Ivány Józsefé, a harmadik pedig Erdélyi Lászlóé. A mult században híres gyümölcstermelése volt. Református temploma 1442-ben épült. Az egyház 1635-ből, Posztós Judit adományából, ezüst kelyhet őriz. Ide tartozik Levárt puszta is. Posta, távíró és vasúti állomás Tornallya."
A trianoni diktátumig Gömör-Kishont vármegye Tornaljai járásához tartozott. 1938 és 1944 között – az I. bécsi döntés következtében – ismét magyar fennhatóság alá került.
1971-ben (Sajószárnyával együtt) Tornaljához csatolták.

## Népessége
1880-ban 464 lakosából 439 magyar anyanyelvű volt.
1890-ben 534 lakosából 528 magyar és 4 szlovák anyanyelvű volt.
1900-ban 508 lakosából 507 magyar és 1 szlovák anyanyelvű volt.
1910-ben 539 lakosából 534 magyar és 4 szlovák anyanyelvű volt.
1921-ben 580 lakosából 553 magyar és 15 csehszlovák volt.
1930-ban 604 lakosából 504 magyar és 20 csehszlovák volt.
1941-ben 520 lakosából 475 magyar és 3 szlovák volt.

## Látnivalók
- Szent-Iványi-kúriája eklektikus stílusú. Az épület gyakran volt magyar irodalmárok találkozóinak színhelye.
- Petőfi Sándor és Tompa Mihály emléktábláját 1994-ben helyezték el a református templom falán.
- A második világháború áldozatainak emlékművét 2009. június 13-án avatták fel a temetőben.

## Neves személyek
- Itt volt református lelkész 1847 és 1849 között Tompa Mihály költő. Itt látogatta meg 1847-ben Petőfi Sándor, innen kirándultak együtt Murány várába.
- Itt született 1794-ben Bátky Károly tanító, pedagógiai szakíró, számos pedagógiai műve jelent meg.
- Itt született 1887-ben Palcsó Dezső festőművész, tanár, Ferenczy Károly tanítványa.
- Itt töltötte gyermekéveit Rudnay Gyula festőművész, apjának kocsmája volt a faluban.
- Itt élt a két világháború között Darvas János költő, műfordító. Számos szlovák költő művét fordította magyarra.
- Itt született 1925-ben Darvas Iván színművész, a nemzet színésze.
- itt született 1909-ben Gérecz István,  a Közoktatás kíváló dolgozója, Kiváló tanár, és Földes Ferenc-díjas tanár, iskolaigazgató

## Képtár

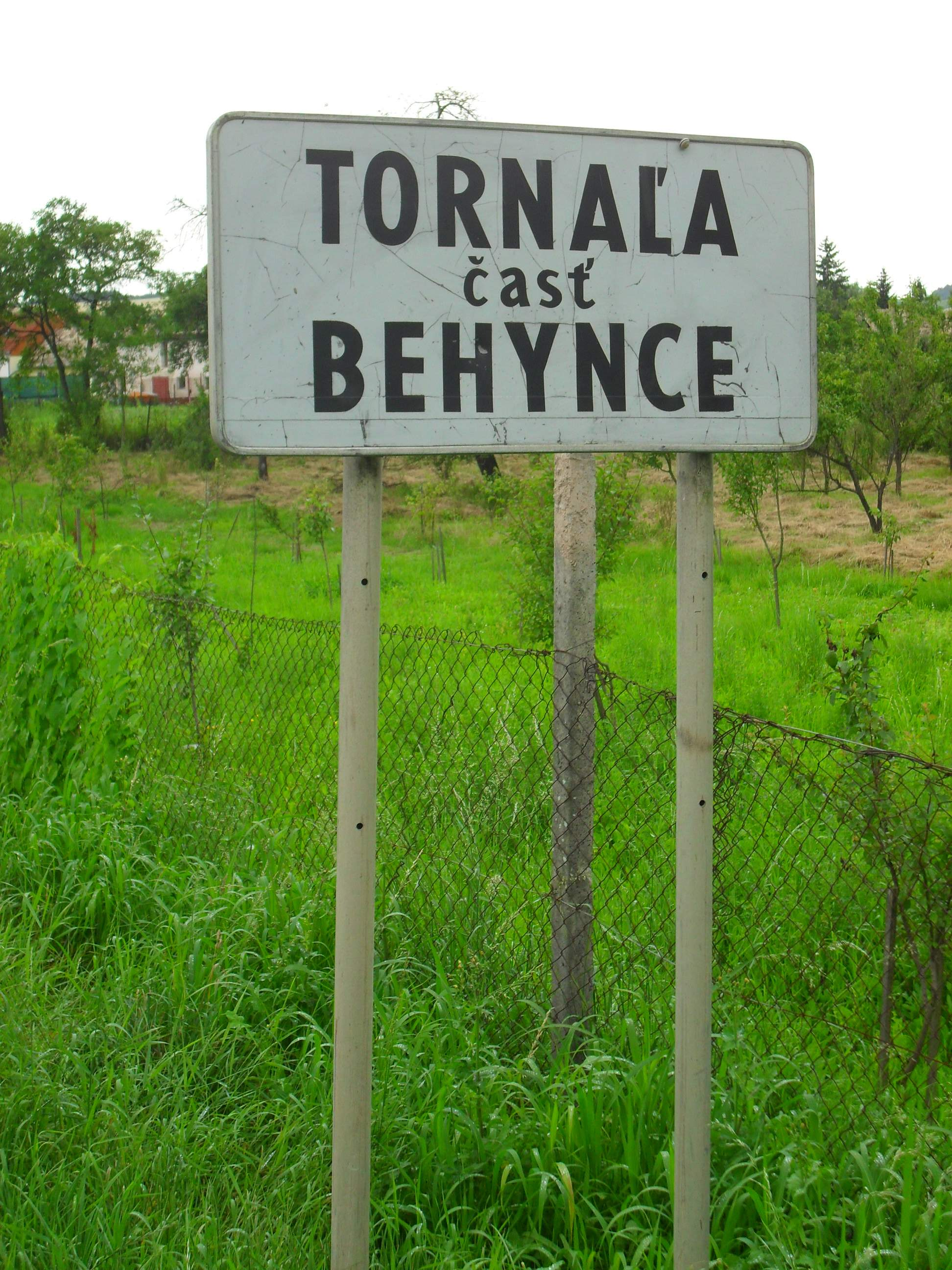
Helységnévtábla
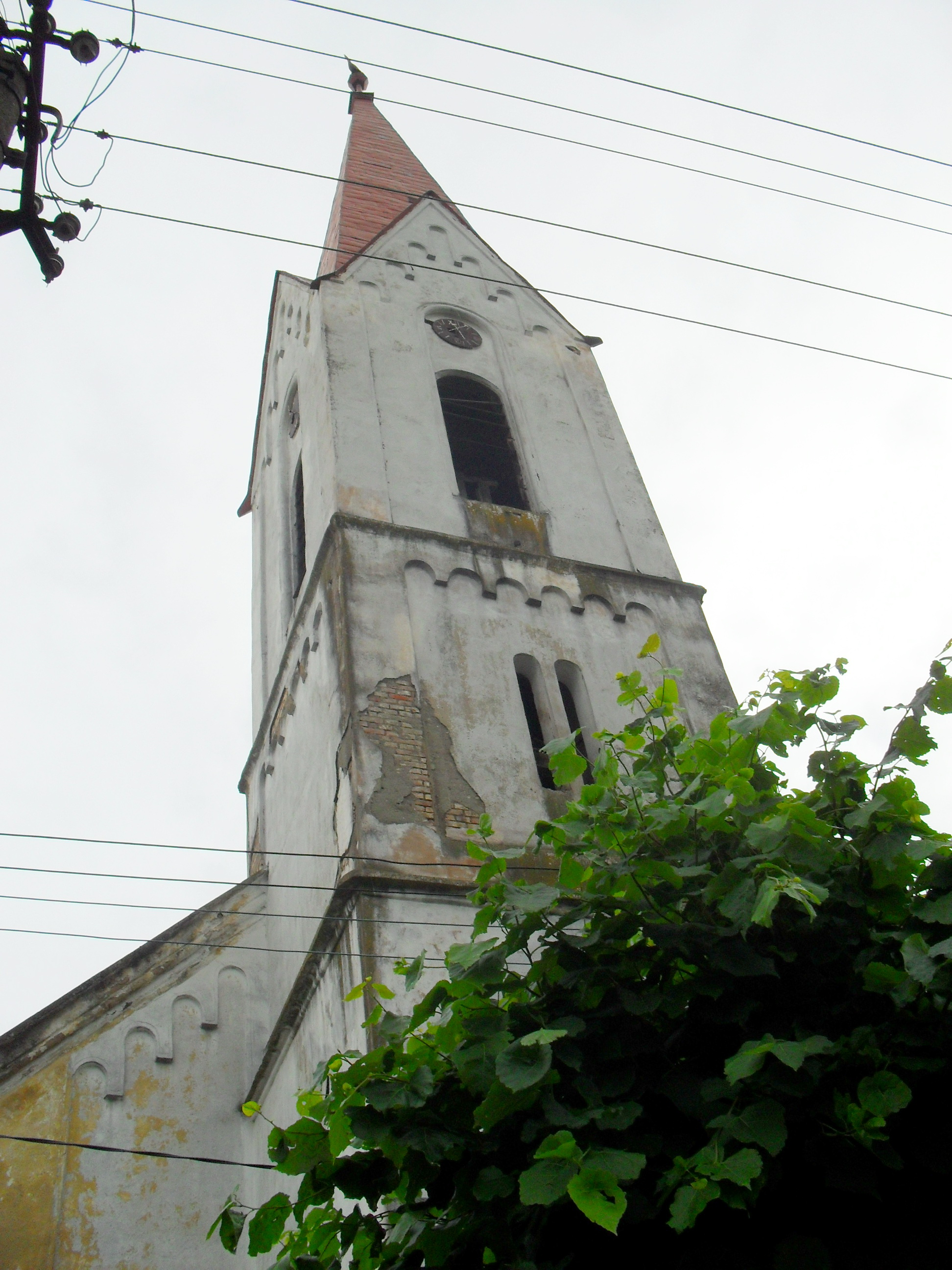
Református templom
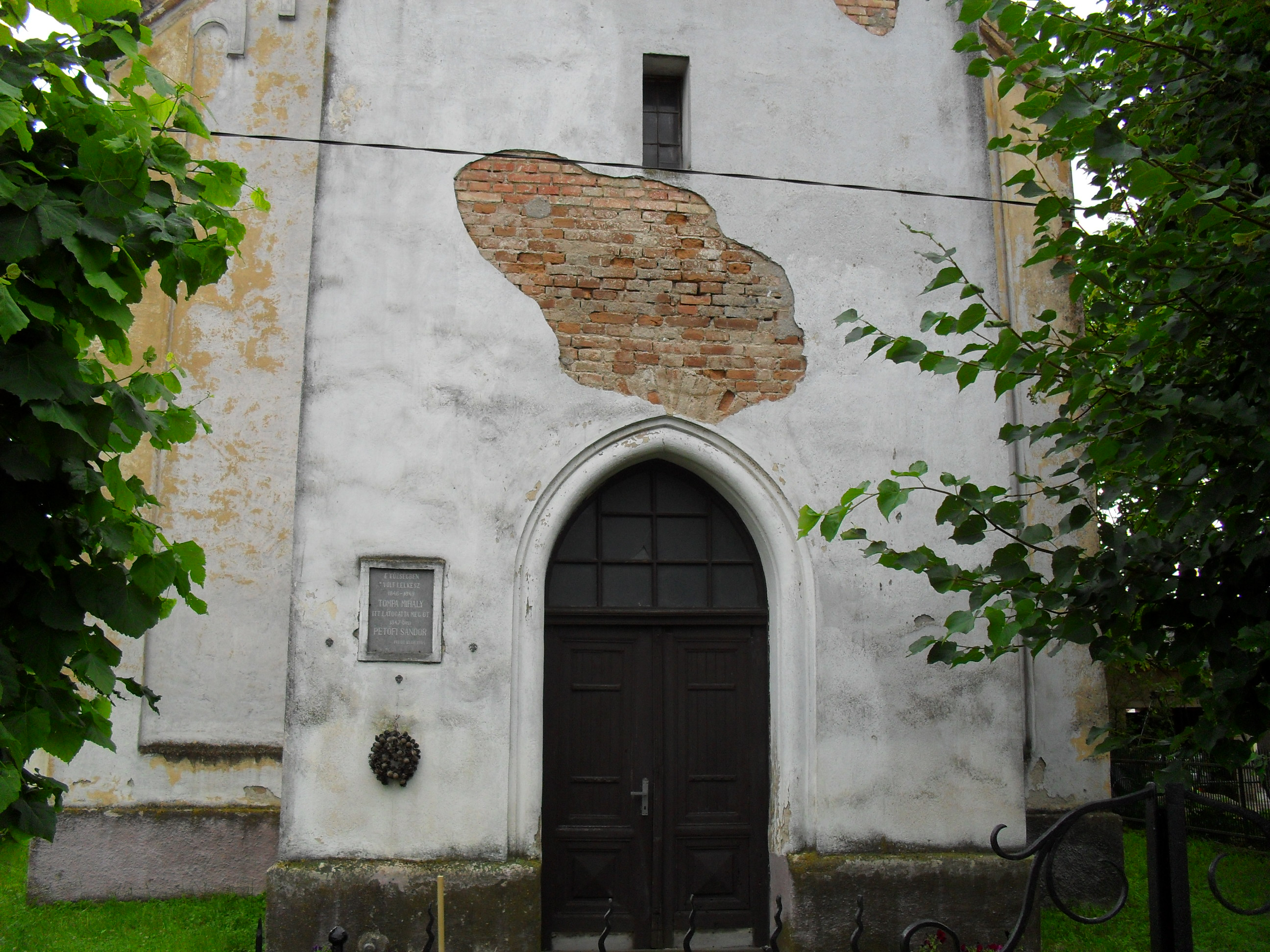
Református templom
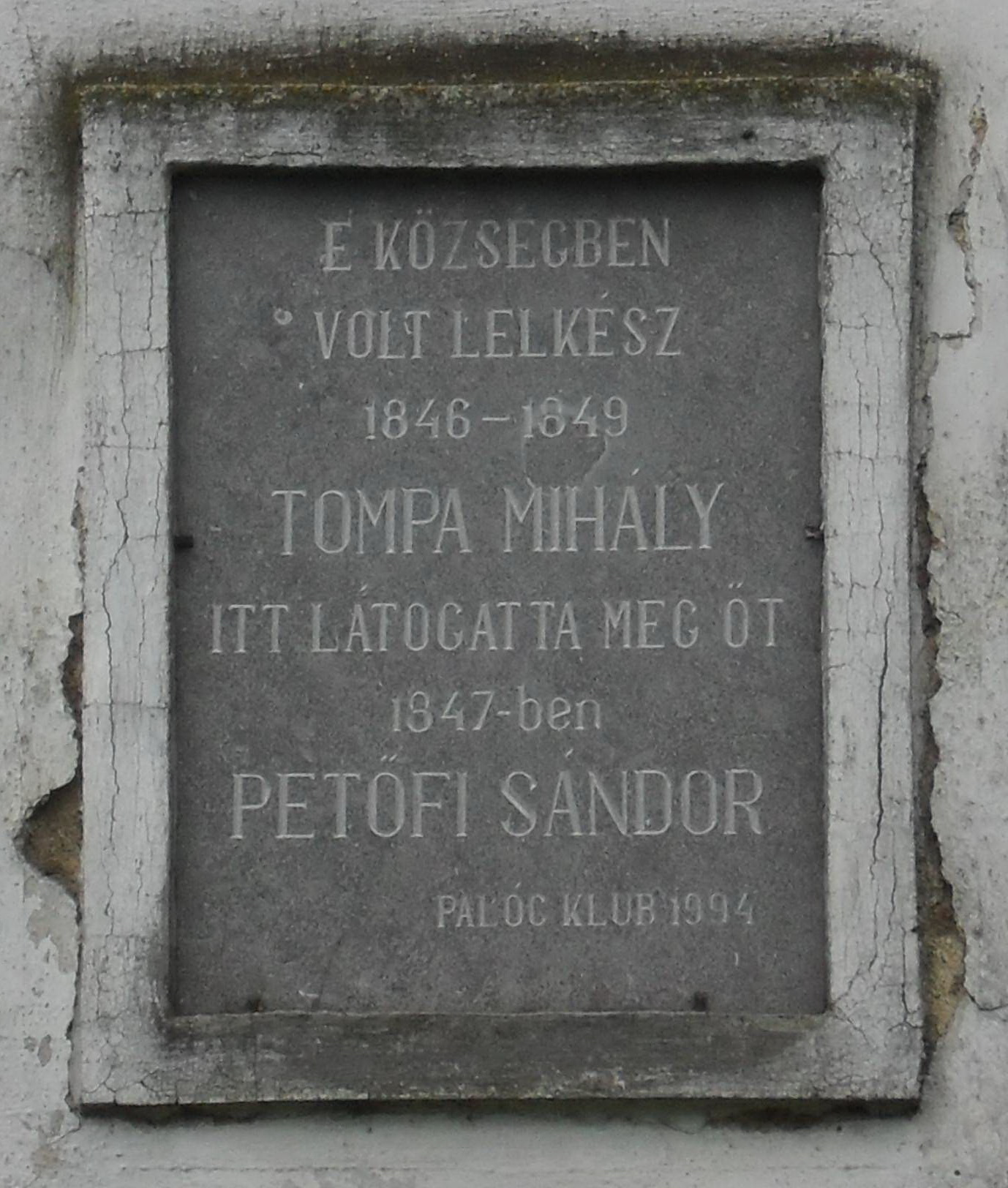
Emléktábla a református templom falán
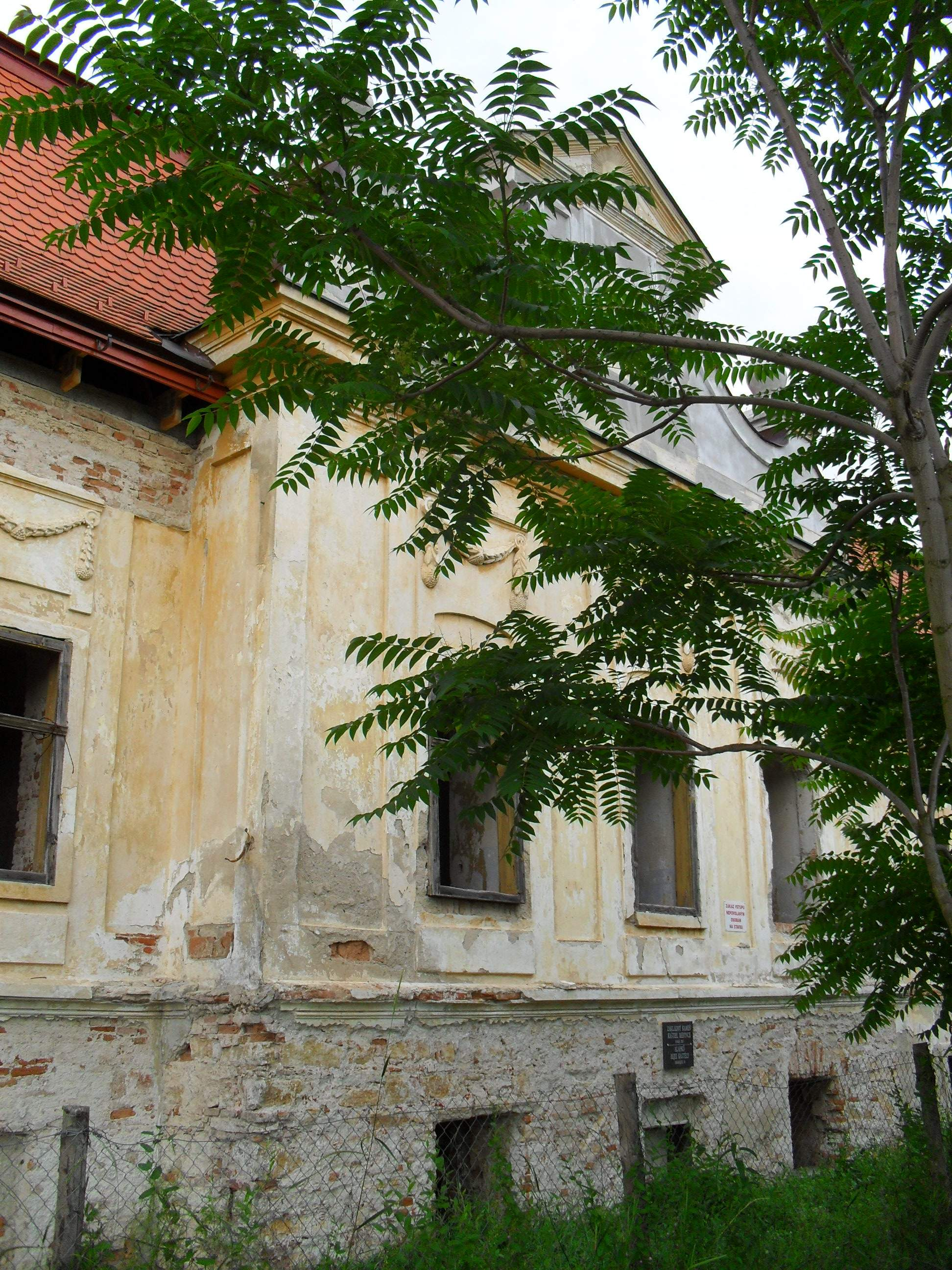
Kastély
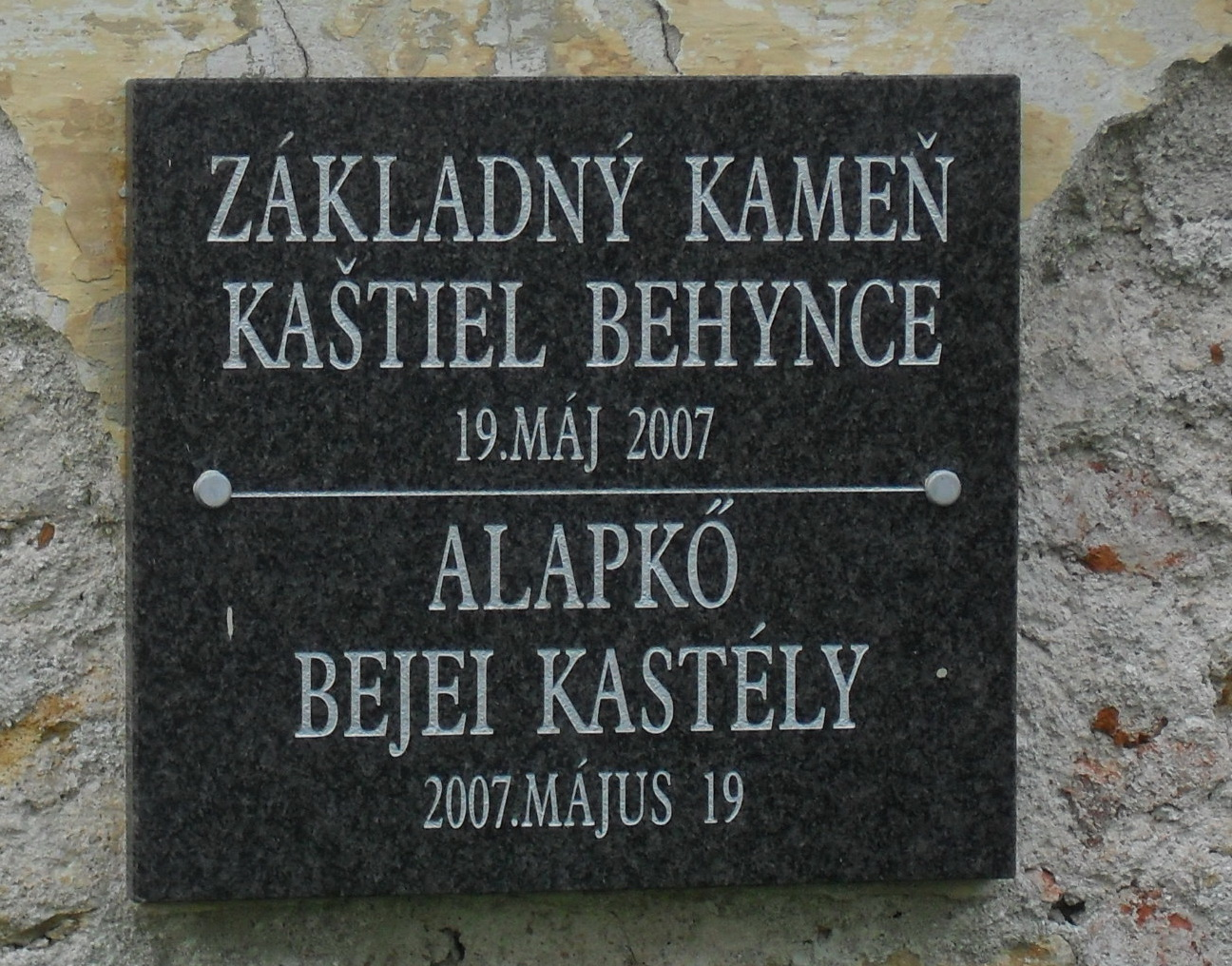
Emléktábla a kastély falán
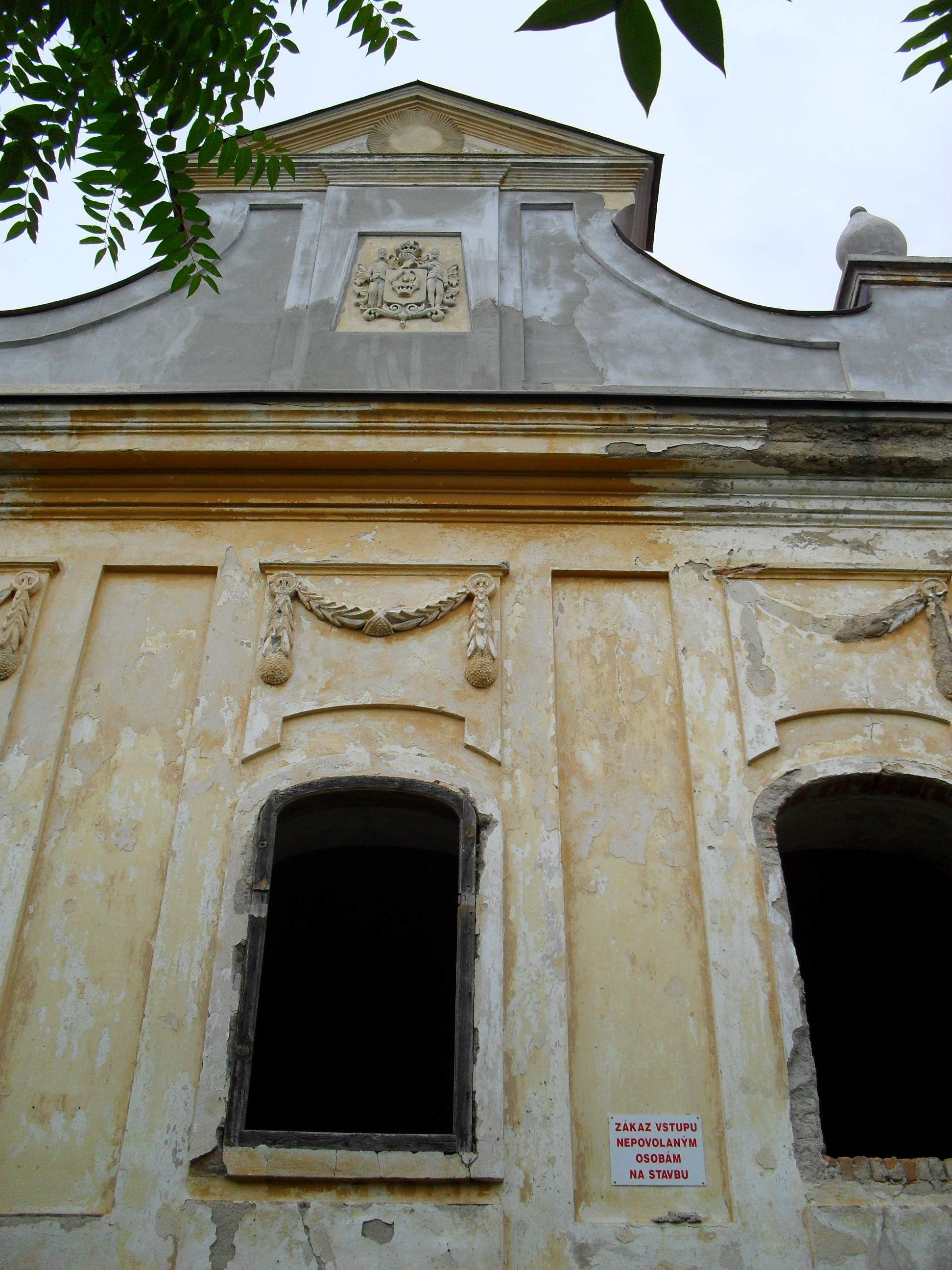
Kastély
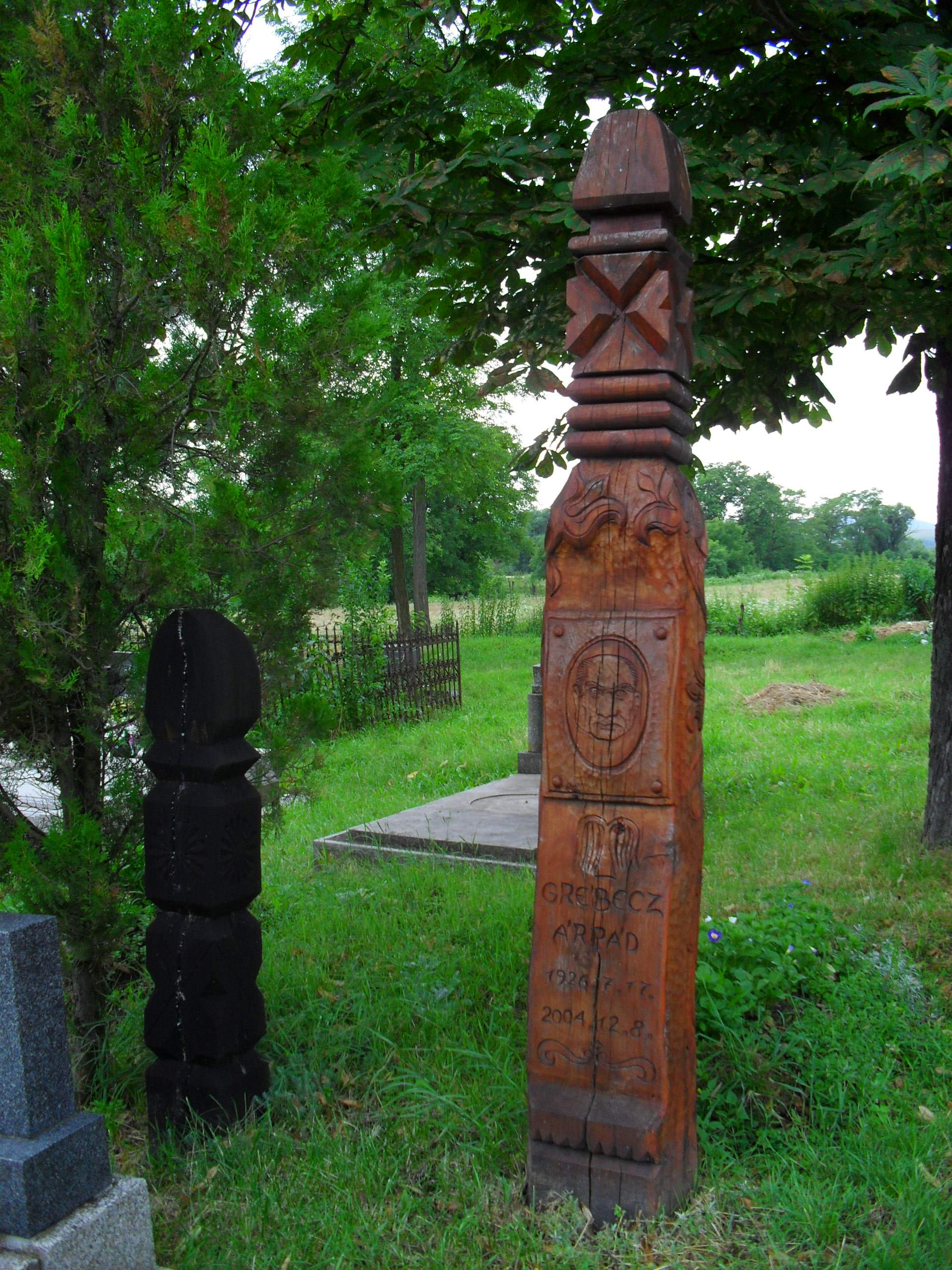
Faragott síremlék a temetőben
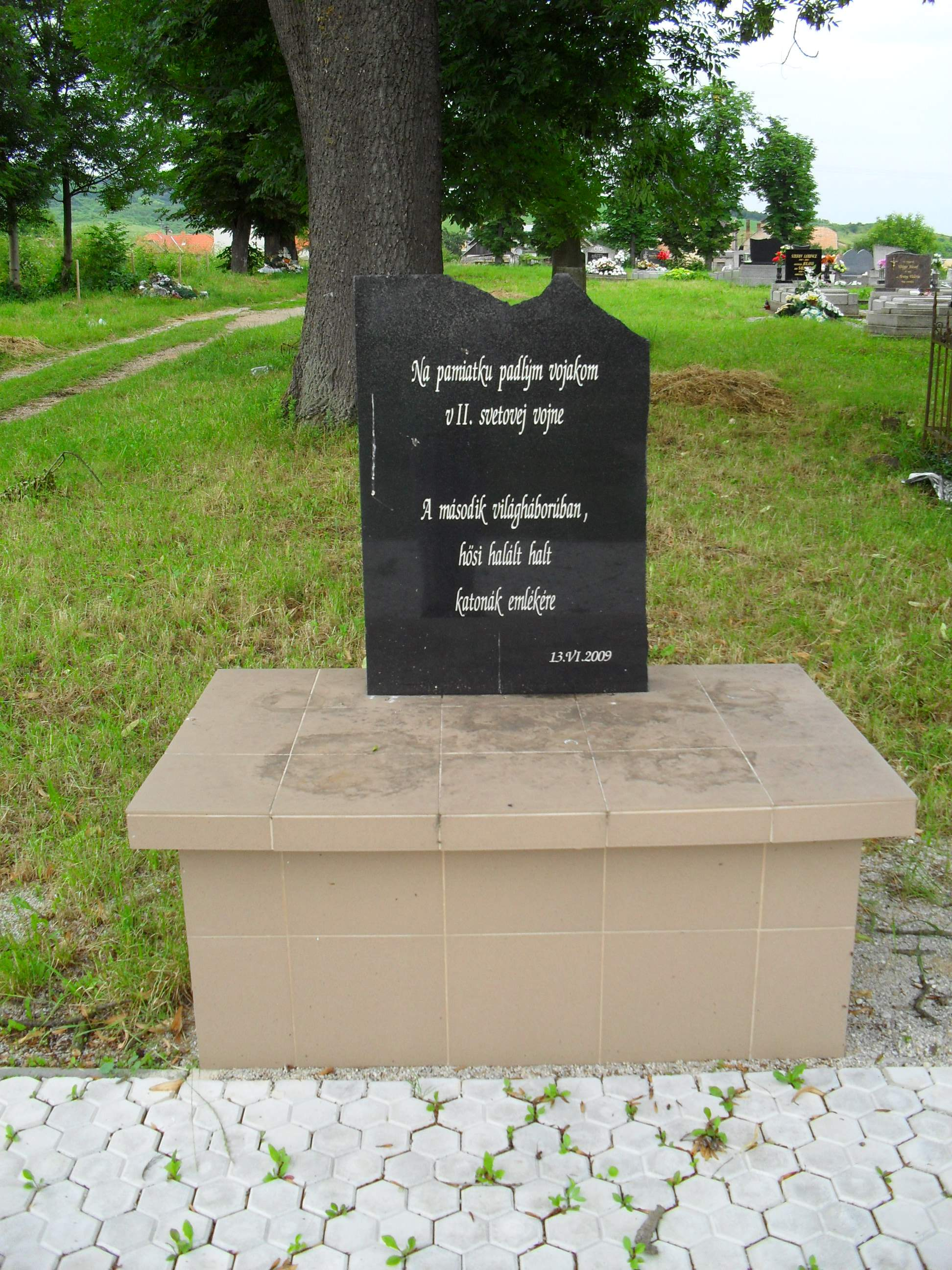
Második világháborús emlékmű
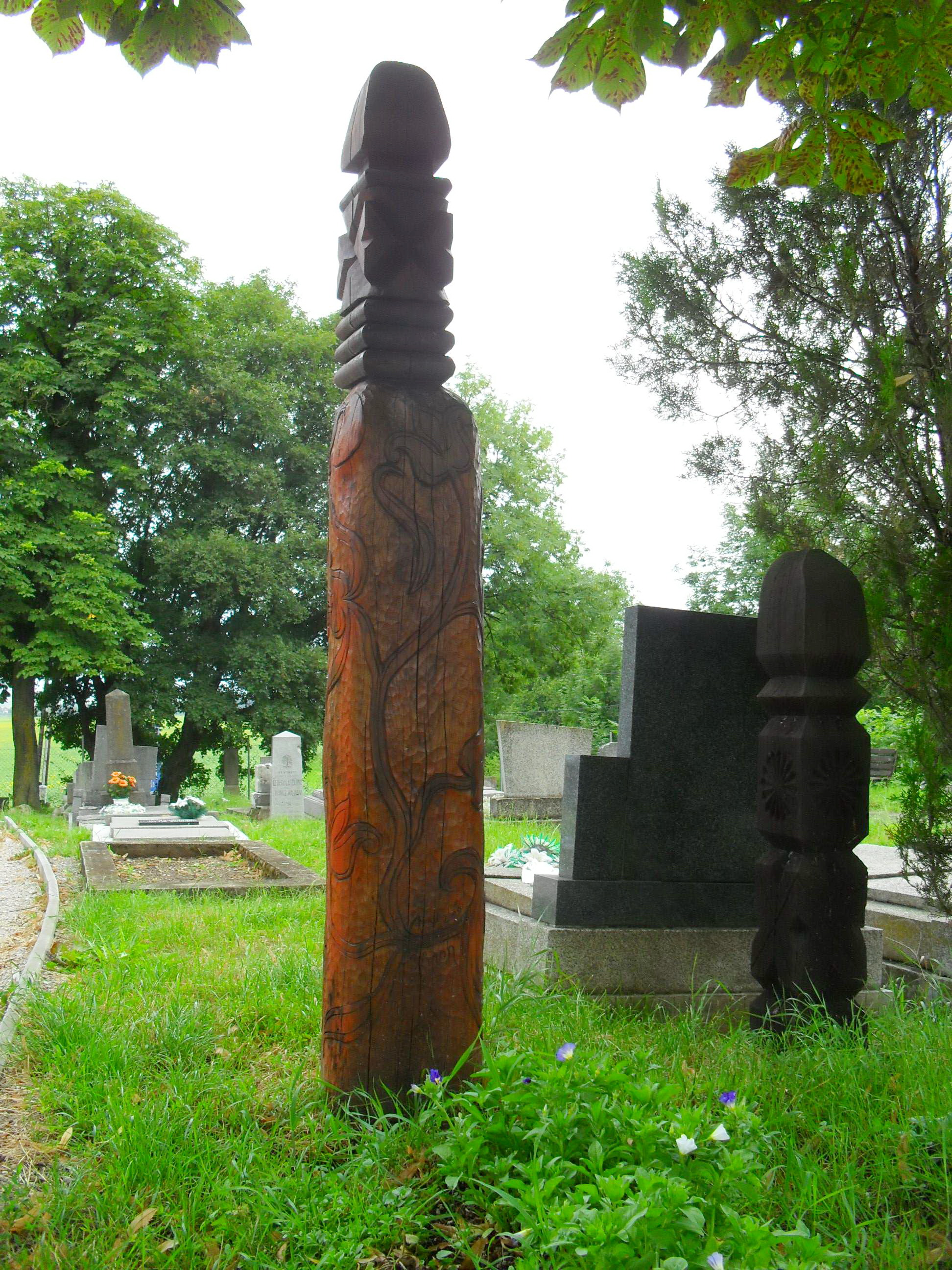
Faragott síremlék a temetőben